# 宇野亨
宇野 亨（うの とおる、1924年（大正13年）4月19日 - 1995年（平成7年）11月11日）は、昭和期の政治家、実業家。衆議院議員（2期）、千葉県議会議員（3期）などを務めた。旧姓・佐藤。

## 来歴
千葉県匝瑳郡共興村（八日市場町、八日市場市を経て現匝瑳市）で佐藤久衛、つぎ の四男として生まれた。共興小学校、匝瑳中学校（現千葉県立匝瑳高等学校）を経て、1942年（昭和17年）早稲田大学文学部に入学。1944年（昭和19年）前橋陸軍予備士官学校に入校し、見習士官となり陸軍少尉で終戦を迎えた。その後、復学して1947年（昭和22年）早稲田大学文学部を卒業した。大学在学中に、親類筋、八日市場市の酒造業・宇野儀助の長女・満子と結婚して宇野姓となる。
1950年（昭和25年）東宝化学工業代表取締役となり、日本酒造代表取締役、大洋興産社長などを歴任。その他、八日市場市商工会副会長も務めた。1962年（昭和37年）自由民主党に入党し同八日市場支部長に就任。1963年（昭和38年）4月、千葉県議会議員に当選し、1967年、1971年の選挙で再選され、3期12年務めた。県議時代は自民党衆議院議員の伊能繁次郎の選挙参謀を務めた。県議会の土木委員長として土地転がしを行って資金を作り、現金を配るやり方を伊能の選挙で身につけた。
伊能は1976年（昭和51年）12月の第34回衆議院議員総選挙には出馬せず引退。伊能の地盤を受け継ぎ、千葉県2区から無所属で立候補し初当選した。1979年（昭和54年）10月の第35回総選挙では自民党公認で立候補。定数4に対し順位4位で再選を果たすが、検挙数総計1030人、逮捕者304人にのぼる大規模な選挙違反を起こし、自身も起訴された（宇野亨選挙違反事件）。
1980年（昭和55年）の第36回総選挙は不出馬。1983年（昭和58年）の第37回総選挙は息子の宇野裕を身代わりに出馬させるが落選。
1982年7月23日に千葉地方裁判所は「宇野本人に現金2億5000万円を直接渡した」とする東海銀行赤坂支店首席次長の証言を採用し、実際に買収した実弟と義弟と宇野は無関係とする主張を退け、「候補者本人が買収資金の準備や金の配布方法の決定に参画するなど、犯行は組織的、悪質で実刑もやむを得ない」として懲役4年の実刑判決が言い渡された。1983年に宇野は病気を理由に政界引退を正式に表明した。同年5月30日に東京高等裁判所は「一審判決に弁護側指摘のような事実誤認はなく失当」「候補者自ら犯行の頂点に立ち、選挙民に多大な迷惑をかけた責任は大きい」として控訴を棄却した。
1984年1月31日に最高裁判所第一小法廷は「実弟らの供述の任意性に疑いはなく、買収資金交付罪の成立を認めた下級審の判断は妥当」として上告を退けて懲役4年の実刑判決が確定した。しかし、病気で入院中のため刑の執行は停止された。後に昭和天皇崩御による恩赦で刑の執行停止を受けた。
1995年11月11日、死去。71歳没。
前述の衆院選で落選した息子の宇野裕は1998年の千葉県議会議員補欠選挙で初当選し、2016年には議長に就任した。